# دو ۶۰ متر بامانع

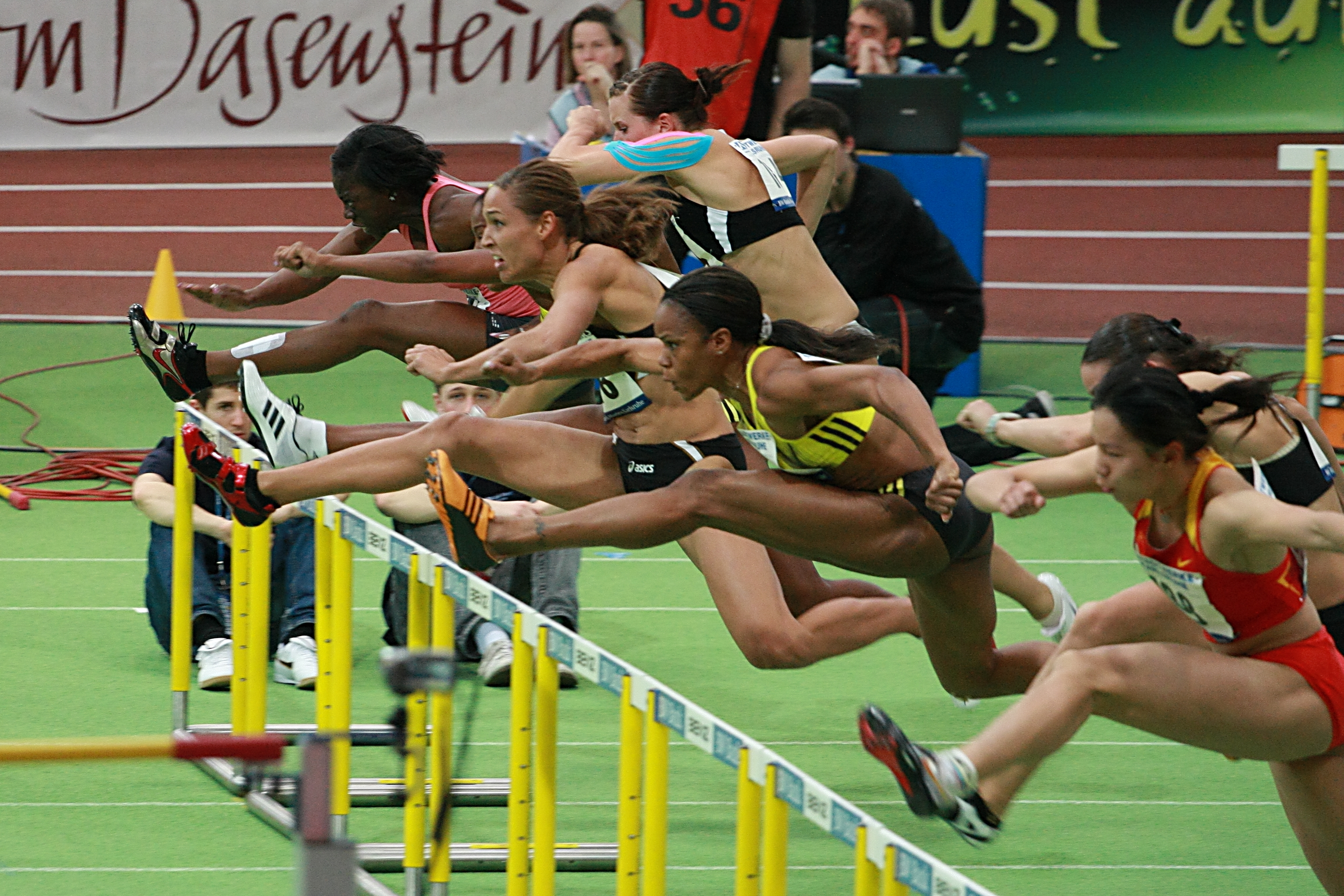
دو ۶۰ متر بامانع

دو ۶۰ متر بامانع سرعتیترین رشته دو بامانع است که معمولاً در مسابقات دو و میدانی داخل سالن برگزار می‌شود. این رشته معادل دو ۱۱۰ متر بامانع (و ۱۰۰ متر بامانع زنان) است که در ورزشگاه‌های فضای باز برگزار می‌شوند و شرکت‌کنندگان آن هم معمولاً همان دوندگان دو ۱۱۰ و ۱۰۰ متر بامانع هستند.
دو ۶۰ متر بامانع در یک مسیر مستقیم با ۵ مانع برگزار می‌شود. رکورد این رشته در بخش مردان به کالین جکسون بریتانیایی با ۷٫۶۸ ثانیه و در بخش زنان به سوزانا کالور سوئدی با ۷٫۶۸ ثانیه تعلق دارد.